# Medeolariaceae
Medeolariaceae is een familie van de Leotiomycetes, behorend tot de orde van Medeolariales. Het typegeslacht is Medeolaria.